# دنیل پورویس
دنیل پورویس (به انگلیسی: Daniel Purvis) ژیمناست زادهٔ ۱۳ نوامبر ۱۹۹۰ میلادی اهل کشور بریتانیا است.